# Paso Río Puelo
Paso Río Puelo, Es un paso fronterizo fluvial entre la República Argentina (Provincia del Chubut) y la República de Chile (Región de Los Lagos). Ubicado a 200 m s. n. m., comunica a ambos países a través de senda y vía lacustre (lago Puelo), uniendo la localidad de Lago Puelo de Argentina y la localidad de Segundo Corral de Chile.
La asistencia policial más cercana es el retén Paso Rio Puelo, en el lado chileno distante a 14 km del paso. 
Los horarios de apertura del paso son de 08:00 a 20:00 horas, todo el año. Para salir de Chile, los ciudadanos chilenos necesitan un salvoconducto que se puede obtener en la Policía Internacional, en Covadonga 85, Puerto Montt. 
No a la ruta internacional, Paso Puelo,(paso Rio Puelo)  no todos los comerciantes y habitantes están de acuerdo, con la destrucción en nombre del progreso, dinamitando el cerro para abrir una ruta "turística", la región es magnífica por su belleza natural, es reserva de especies únicas en el mundo, el Huemul , el pudu pudu, es de suma importancia respetar el curso de la naturaleza con la menor intervención posible del hombre, ya que en esta área se encuentra diversidades de hongos fungís , como las Morillas, y tantas otras especies por descubrir.  corre en peligro unos de los lugares más bonitos de la cordillera. si a la conservación de la naturaleza q hoy tenemos. 